# Indywidualne Mistrzostwa Polski na Żużlu 1956
Indywidualne Mistrzostwa Polski na Żużlu 1956 – zawody żużlowe, mające na celu wyłonienie medalistów indywidualnych mistrzostw Polski w sezonie 1956. Rozegrano dwa turnieje eliminacyjne oraz trzy turnieje finałowe, w których łącznej klasyfikacji zwyciężył Florian Kapała.

## Finał nr 1
- Rzeszów, 5 sierpnia 1956
- Sędzia:

| Msc. | Zawodnik                 | Klub         | Pkt |              |  |
| ---- | ------------------------ | ------------ | --- | ------------ |  |
| 1    | Florian Kapała           | Rawicz       | 14  | (3,3,2,3,3)  |  |
| 2    | Edward Kupczyński        | Wrocław      | 13  | (3,2,2,3,3)  |  |
| 3    | Stanisław Tkocz          | Rybnik       | 11  | (2,2,2,3,2)  |  |
| 4    | Mieczysław Połukard      | Bydgoszcz    | 10  | (1,3,2,2,2)  |  |
| 5    | Józef Wieczorek          | Rybnik       | 10  | (3,1,3,3,ns) |  |
| 6    | Joachim Maj              | Rybnik       | 9   | (3,3,3,u,ns) |  |
| 7    | Eugeniusz Nazimek        | Rzeszów      | 9   | (2,3,1,u,3)  |  |
| 8    | Jan Malinowski           | Bydgoszcz    | 7   | (1,2,1,1,2)  |  |
| 9    | Janusz Suchecki          | Warszawa     | 7   | (0,2,3,2,w)  |  |
| 10   | Kazimierz Bentke         | Ostrów Wlkp. | 7   | (2,0,0,1,3)  |  |
| 11   | Tadeusz Teodorowicz      | Wrocław      | 5   | (1,0,1,2,1)  |  |
| 12   | Marian Jankowski         | Ostrów Wlkp. | 4   | (2,1,0,d,1)  |  |
| 13   | Jerzy Błoch              | Wrocław      | 3   | (d,1,3,0,0)  |  |
| 14   | Marian Spychała          | Rawicz       | 2   | (1,0,0,0,1)  |  |
| 15   | rez. Henryk Żyto         | Leszno       | 2   | (d,2)        |  |
| 16   | Rajmund Świtała          | Bydgoszcz    | 1   | (0,1,u)      |  |
| 17   | rez. Zdzisław Jałowiecki | Częstochowa  | 1   | (d,d,1,d)    |  |
| 18   | Włodzimierz Szwendrowski | Łódź         | 0   | (0)          |  |
| 19   | rez. Tadeusz Stercel     | Gorzów Wlkp. | 0   | (0)          |  |

## Finał nr 2
- Leszno, 19 sierpnia 1956
- Sędzia:

| Msc. | Zawodnik            | Klub         | Pkt |             |  |
| ---- | ------------------- | ------------ | --- | ----------- |  |
| 1    | Florian Kapała      | Rawicz       | 15  | (3,3,3,3,3) |  |
| 2    | Stanisław Tkocz     | Rybnik       | 13  | (3,2,2,3,3) |  |
| 3    | Edward Kupczyński   | Wrocław      | 12  | (3,1,3,3,2) |  |
| 4    | Jan Malinowski      | Bydgoszcz    | 11  | (2,3,2,2,2) |  |
| 5    | Joachim Maj         | Rybnik       | 11  | (2,2,2,3,2) |  |
| 6    | Eugeniusz Nazimek   | Rzeszów      | 9   | (0,0,3,3,3) |  |
| 7    | Janusz Suchecki     | Warszawa     | 8   | (1,2,1,1,3) |  |
| 8    | Andrzej Krzesiński  | Warszawa     | 7   | (2,3,2,0,u) |  |
| 9    | Tadeusz Teodorowicz | Wrocław      | 6   | (1,3,1,u,2) |  |
| 10   | Rajmund Świtała     | Bydgoszcz    | 6   | (1,1,1,2,1) |  |
| 11   | Kazimierz Bentke    | Ostrów Wlkp. | 5   | (3,u,d,1,1) |  |
| 12   | Marian Spychała     | Rawicz       | 4   | (0,0,2,2,0) |  |
| 13   | Marian Jankowski    | Ostrów Wlkp. | 4   | (2,2,0,u)   |  |
| 14   | Mieczysław Połukard | Bydgoszcz    | 2   | (0,1,0,0,1) |  |
| 15   | Henryk Żyto         | Leszno       | 2   | (d,1,u,1,0) |  |
| 16   | Jerzy Błoch         | Wrocław      | 2   | (1,0,1,u)   |  |
|      | Zbigniew Flegel     | Leszno       | 0   | (0)         |  |
|      | Zdzisław Waliński   | Leszno       |     | (d)         |  |

## Finał nr 3
- Bydgoszcz, 4 listopada 1956
- Sędzia:

| Msc. | Zawodnik            | Klub         | Pkt |                 |  |
| ---- | ------------------- | ------------ | --- | --------------- |  |
| 1    | Florian Kapała      | Rawicz       | 15  | (3,3,3,3,3)     |  |
| 2    | Mieczysław Połukard | Bydgoszcz    | 14  | (3,3,2,3,3)     |  |
| 3    | Tadeusz Teodorowicz | Wrocław      | 12  | (2,2,3,3,2)     |  |
| 4    | Edward Kupczyński   | Wrocław      | 11  | (1,2,3,2,3)     |  |
| 5    | Henryk Żyto         | Leszno       | 11  | (3,3,1,3,1)     |  |
| 6    | Stanisław Tkocz     | Rybnik       | 9   | (u,2,2,2,3)     |  |
| 7    | Marian Spychała     | Rawicz       | 9   | (2,1,2,2,2)     |  |
| 8    | Jan Malinowski      | Bydgoszcz    | 8   | (3,3,2,d,d)     |  |
| 9    | Rajmund Świtała     | Bydgoszcz    | 8   | (1,2,3,d,2)     |  |
| 10   | Jerzy Błoch         | Wrocław      | 6   | (2,1,2,0,1)     |  |
| 11   | Marian Mielcarski   | Bydgoszcz    | 5   | (2,d,1,1,1)     |  |
| 12   | Joachim Maj         | Rybnik       | 0   | (d,ns,ns,ns,ns) |  |
|      | Eugeniusz Nazimek   | Rzeszów      |     | (qns)           |  |
|      | Józef Wieczorek     | Rybnik       |     | (qns)           |  |
|      | Andrzej Krzesiński  | Warszawa     |     | (qns)           |  |
|      | Janusz Suchecki     | Warszawa     |     | (qns)           |  |
|      | Kazimierz Bentke    | Ostrów Wlkp. |     | (qns)           |  |
|      | Marian Jankowski    | Ostrów Wlkp. |     | (qns)           |  |

## Klasyfikacja końcowa
| Msc. | Zawodnik            | Klub         | Pkt |            |  |
| ---- | ------------------- | ------------ | --- | ---------- |  |
| 1    | Florian Kapała      | Rawicz       | 44  | (14,15,15) |  |
| 2    | Edward Kupczyński   | Wrocław      | 36  | (13,12,11) |  |
| 3    | Stanisław Tkocz     | Rybnik       | 33  | (11,13,9)  |  |
| 4    | Mieczysław Połukard | Bydgoszcz    | 26  | (10,2,14)  |  |
| 5    | Jan Malinowski      | Bydgoszcz    | 26  | (7,11,8)   |  |
| 6    | Tadeusz Teodorowicz | Wrocław      | 24  | (5,7,12)   |  |
| 7    | Joachim Maj         | Rybnik       | 20  | (9,11,0)   |  |
| 8    | Eugeniusz Nazimek   | Rzeszów      | 18  | (9,9)      |  |
| 9    | Marian Spychała     | Rawicz       | 16  | (2,4,9)    |  |
| 10   | Henryk Żyto         | Leszno       | 15  | (2,2,11)   |  |
| 11   | Rajmund Świtała     | Bydgoszcz    | 15  | (1,6,8)    |  |
| 12   | Janusz Suchecki     | Warszawa     | 15  | (7,8)      |  |
| 13   | Kazimierz Bentke    | Ostrów Wlkp. | 12  | (7,5)      |  |
| 14   | Jerzy Błoch         | Wrocław      | 11  | (3,2,6)    |  |
| 15   | Józef Wieczorek     | Rybnik       | 10  | (10)       |  |
| 16   | Marian Jankowski    | Ostrów Wlkp. | 8   | (4,4)      |  |
| 17   | Andrzej Krzesiński  | Warszawa     | 7   | (7)        |  |
| 18   | Marian Mielcarski   | Bydgoszcz    | 5   | (5)        |  |
| 19   | Zdzisław Jałowiecki | Częstochowa  | 1   | (1)        |  |